# Калашур
Калашу́р (рос. Калашур, удм. Вуж Тигырмен) — присілок у складі Кіясовського району Удмуртії, Росія.
Населення — 319 осіб (2010; 403 у 2002).
Національний склад:
- удмурти — 92 %